# Санђеорз-Бај (Бистрица-Насауд)
Санђеорз-Бај (рум. Sângeorz-Băi) насеље је у Румунији у округу Бистрица-Насауд у општини Санђеорз-Бај. Oпштина се налази на надморској висини од 434 m.

## Становништво
Према подацима из 2002. године у насељу је живело 8079 становника.

### Попис2002.
| Расподела становништва по националности 2002.‍ | Расподела становништва по националности 2002.‍ | Расподела становништва по националности 2002.‍ | Расподела становништва по националности 2002.‍ | Расподела становништва по националности 2002.‍ |
| --------------------------------------------- | --------------------------------------------- | --------------------------------------------- | --------------------------------------------- | --------------------------------------------- |
|                                               |                                               |                                               |                                               |                                               |
| Румуни                                        | Румуни                                        |                                               | 7.867                                         | 97,4%                                         |
| Мађари                                        | Мађари                                        |                                               | 46                                            | 0,6%                                          |
| Роми                                          | Роми                                          |                                               | 149                                           | 1,8%                                          |
| Немци                                         | Немци                                         |                                               | 13                                            | 0,2%                                          |